# Allsvenskan 2010
La temporada de Allsvenskan 2010 fue la 86.ª Allsvenskan que se ha disputado. Empezó el 13 de marzo de 2010 y finalizó el 7 de noviembre de ese año, siendo el AIK Estocolmo el defensor del título. En la primera vuelta, el Helsingborgs IF era líder con el Malmö FF persiguiendo. A falta de solo una jornada los dos equipos tenían los mismos puntos pero el MFF tenía mejor gol average. En la última jornada Malmö FF jugaba en casa contra Mjällby AIF mientras Helsingborgs IF jugaba contra Kalmar FF también en casa. Malmö FF terminó ganando su partido con 2 goles a 0, mientras el Helsingborgs IF no pudo pasar del empate (0-0), proclamándose Malmö FF campeón por primera vez desde el 2004. En la zona baja de la tabla, la lucha por la permanencia también se decidió en la última jornada. El IF Brommapojkarna ya no tenían opciones e iban descender a Superettan y quedaba por decidir cual iba a ser el segundo equipo, que podía ser el Åtvidabergs FF o el Gefle IF. Después de que los dos equipos solo lograron sendos empates en sus partidos, el Åtvidabergs FF quedaba fuera de la máxima competición durante la siguiente temporada. 

## Información de los equipos

### Equipos, entrenadores y estadios
| Equipo            | Ciudad      | Entrenador                | Estadio          | Aforo  |
| ----------------- | ----------- | ------------------------- | ---------------- | ------ |
| AIK Solna         | Solna       | Alex Miller               | Estadio Råsunda  | 36 608 |
| Åtvidabergs FF    | Åtvidaberg  | Andreas Thomsson          | Kopparvallen     | 8 000  |
| BK Häcken         | Gotemburgo  | Peter Gerhardsson         | Rambergsvallen   | 7 000  |
| Djurgårdens IF    | Estocolmo   | Lennart Wass Carlos Banda | Estadio Olímpico | 7 178  |
| GAIS              | Gotemburgo  | Alexander Axén            | Gamla Ullevi     | 18 800 |
| Gefle IF          | Gävle       | Per Olsson                | Strömvallen      | 7 300  |
| Halmstads BK      | Halmstad    | Lars Jacobsson            | Örjans Vall      | 15 500 |
| Helsingborgs IF   | Helsingborg | Conny Karlsson            | Estadio Olimpia  | 17 200 |
| IF Brommapojkarna | Estocolmo   | Kim Bergstrand            | Grimsta IP       | 4 500  |
| IF Elfsborg       | Borås       | Magnus Haglund            | Borås Arena      | 17 800 |
| IFK Göteborg      | Gotemburgo  | Stefan Rehn Jonas Olsson  | Gamla Ullevi     | 18 800 |
| Kalmar FF         | Kalmar      | Nanne Bergstrand          | Fredriksskans    | 9 000  |
| Malmö FF          | Malmö       | Roland Nilsson            | Swedbank Stadion | 24 000 |
| Mjällby AIF       | Mjällby     | Peter Swärdh              | Strandvallen     | 7 500  |
| Örebro SK         | Örebro      | Sixten Boström            | Behrn Arena      | 14 500 |
| Trelleborgs FF    | Trelleborg  | Tom Prahl                 | Vångavallen      | 10 000 |

### Ascensos y descensos
| Pos. | Descendidos de Allsvenskan |
| ---- | -------------------------- |
| 15.º | Örgryte IS                 |
| 16.º | Hammarby IF                |

| Pos. | Ascendidos de Superettan |
| ---- | ------------------------ |
| 1.º  | Mjällby AIF              |
| 2.º  | Åtvidabergs FF           |

### Equipos por provincia
| \| Provincia \| N.º \| Equipos \| \| --------------- \| --- \| -------------------------------------------- \| \| Västra Götaland \| 4 \| IF Elfsborg; IFK Göteborg; BK Häcken; GAIS \| \| Escania \| 3 \| Helsingborgs IF; Malmö FF; Trelleborgs FF \| \| Estocolmo \| 3 \| AIK Solna; Djurgårdens IF; IF Brommapojkarna \| \| Blekinge \| 1 \| Mjällby AIF \| \| Gävleborg \| 1 \| Gefle IF \| \| Halland \| 1 \| Halmstads BK \| \| Kalmar \| 1 \| Kalmar FF \| \| Örebro \| 1 \| Örebro SK \| \| Östergötland \| 1 \| Åtvidabergs FF \| |     |                                              |
| Provincia | N.º | Equipos                                      |
| Västra Götaland | 4   | IF Elfsborg; IFK Göteborg; BK Häcken; GAIS   |
| Escania | 3   | Helsingborgs IF; Malmö FF; Trelleborgs FF    |
| Estocolmo | 3   | AIK Solna; Djurgårdens IF; IF Brommapojkarna |
| Blekinge | 1   | Mjällby AIF                                  |
| Gävleborg | 1   | Gefle IF                                     |
| Halland | 1   | Halmstads BK                                 |
| Kalmar | 1   | Kalmar FF                                    |
| Örebro | 1   | Örebro SK                                    |
| Östergötland | 1   | Åtvidabergs FF                               |

## Tabla de posiciones
|                 |     | Equipos               | PJ | PG | PE | PP | GF | GC | Dif | Pts |
| --------------- | --- | --------------------- | -- | -- | -- | -- | -- | -- | --- | --- |
| Clasifica a UCL | 1.  | Malmö FF (C)          | 30 | 21 | 4  | 5  | 59 | 24 | 35  | 67  |
| Clasifica a UEL | 2.  | Helsingborgs IF       | 30 | 20 | 5  | 5  | 49 | 26 | 23  | 65  |
| Clasifica a UEL | 3.  | Örebro SK             | 30 | 16 | 4  | 10 | 40 | 30 | 10  | 52  |
| Clasifica a UEL | 4.  | IF Elfsborg           | 30 | 12 | 11 | 7  | 55 | 40 | 15  | 47  |
|                 | 5.  | Trelleborgs FF        | 30 | 13 | 5  | 12 | 39 | 42 | -3  | 44  |
|                 | 6.  | Mjällby AIF           | 30 | 11 | 10 | 9  | 36 | 29 | 7   | 43  |
|                 | 7.  | IFK Göteborg          | 30 | 10 | 10 | 10 | 42 | 29 | 13  | 40  |
| Clasifica a UEL | 8.  | BK Häcken             | 30 | 11 | 7  | 12 | 40 | 42 | -2  | 40  |
|                 | 9.  | Kalmar FF             | 30 | 10 | 10 | 10 | 36 | 38 | -2  | 40  |
|                 | 10. | Djurgårdens IF        | 30 | 11 | 7  | 12 | 40 | 42 | -2  | 40  |
|                 | 11. | AIK Solna             | 30 | 10 | 5  | 15 | 29 | 36 | -7  | 35  |
|                 | 12. | Halmstads BK          | 30 | 10 | 5  | 15 | 31 | 42 | -11 | 35  |
|                 | 13. | GAIS                  | 30 | 8  | 8  | 14 | 24 | 35 | -11 | 32  |
|                 | 14. | Gefle IF              | 30 | 7  | 8  | 15 | 33 | 46 | -13 | 29  |
| Descendió       | 15. | Åtvidabergs FF (D)    | 30 | 7  | 8  | 15 | 32 | 51 | -19 | 29  |
| Descendió       | 16. | IF Brommapojkarna (D) | 30 | 6  | 7  | 17 | 20 | 48 | -28 | 25  |

|  | En zona de clasificación para la segunda ronda previa de la Liga de Campeones 2011-12. |
|  | Clasificado para la tercera ronda previa de la Liga Europea 2011-12.                   |
|  | Clasificado para la segunda ronda previa de la Liga Europea 2011-12.                   |
|  | Clasificado para la primera ronda previa de la Liga Europea 2011-12.                   |
|  | En zona de promoción del descenso a Superettan 2011.                                   |
|  | En zona de descenso a Superettan 2011.                                                 |

| (C) Campeón    |
| (D) Descendido |

## Máximos goleadores
| Pos. | Jugador             | Equipo                   | Goles |
| ---- | ------------------- | ------------------------ | ----- |
| 1.º  | Alexander Gerndt    | Gefle IF/Helsingborgs IF | 20    |
| 2.º  | Denni Avdić         | IF Elfsborg              | 19    |
| 3.º  | Mathias Ranégie     | BK Häcken                | 12    |
| 4.º  | Agon Mehmeti        | Malmö FF                 | 11    |
| 5.º  | Ricardo Santos      | Kalmar FF                | 10    |
| 5.º  | Moestafa El Kabir   | Mjällby AIF              | 10    |
| 5.º  | Tobias Hysén        | IFK Göteborg             | 10    |
| 5.º  | Daniel Larsson      | Malmö FF                 | 10    |
| 9.º  | Daniel Mendes       | Kalmar FF                | 9     |
| 9.º  | Kennedy Igboananike | Djurgårdens IF           | 9     |